# Pobijak

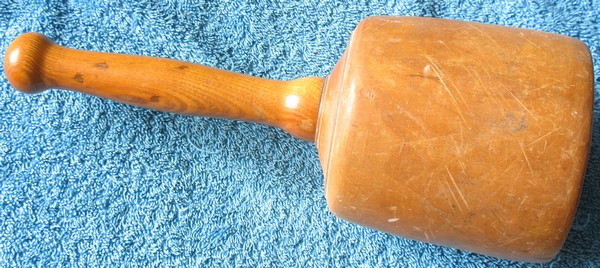
Pobijak rzeźbiarski

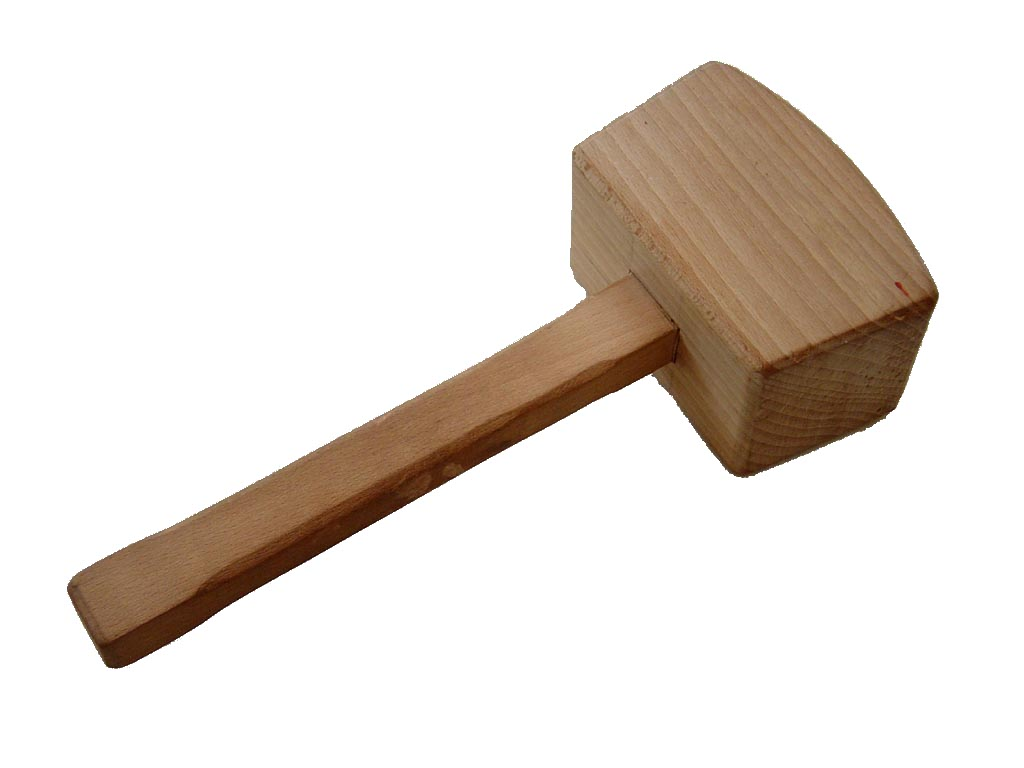
pobijak

Pobijak – młotek z dużym drewnianym obuchem. Służy do pobijania dłuta ręcznego podczas dłutowania (dłubania) w drewnie otworów, rowków, wrębów i gniazd.
Pobijak typowo rzeźbiarski (bijak) wykonany jest z jednego walcowatego kawałka drewna z wyciętym trzonkiem. Przy długotrwałym pobijaniu dłuta nie następuje obluzowywanie się trzonka.
Inne nazwy: Knypel (z niem. Knüpfel), pucka.